# Therese Schlundt
Theresia „Therese“ Schlundt (* 10. August 1922 in Jünkerath; † 26. Dezember 2014 in Köln) war eine  deutsche Hebamme. Zu Lebzeiten galt sie lange als „älteste Hebamme Deutschlands“.

## Leben
Therese Schlundt wurde als eines von sechs Kindern eines Eisenbahners im Bahnhof von Jünkerath geboren. Durch den Beruf ihres Vaters wuchs sie in verschiedenen Städten auf. Sie bekam mit 19 Jahren eine Tochter; mit 29 Jahren begann sie eine Ausbildung zur Hebamme. 1959 zog sie mit ihrer Familie nach Köln.
Ende der 1980er Jahre eröffnete Schlundt in Köln-Longerich das Schwangeren-Zentrum Die Oase für Geburtsvorbereitung und -nachsorge, in der auch ihre Tochter, eine ausgebildete Kinderkrankenschwester, mitarbeitete. Die Idee zur Oase kam ihr nach eigenen Aussagen durch eine Episode in der Bibel: Die Jungfrau Maria erfuhr vom Engel, dass sie ein Kind gebären werde und auch ihre Verwandte Elisabet schwanger sei, woraufhin sie Elisabet besuchte. „Wer schwanger ist, sucht die Gemeinschaft“, war die Erkenntnis von Therese Schlundt. Nach eigener Schätzung stand sie im Laufe ihres Lebens rund 4000 Frauen bei Hausgeburten zur Seite. 
Therese Schlundt erfand zudem den „Kölner Strampler“ (ein schlauchförmiger Strampelsack ohne Druckknöpfe oder Reißverschluss) und den „Kölner Keil“ (Druckminderung auf den Muttermund durch Hochlagerung des Beckens). Ihre Idee war auch der „Kölner Wehensong“, ein Sprechgesang im Rhythmus der Wehen, der das Beatmen des Kindes in der Wehe erleichtert, den sie auch auf CD aufnahm. Falls die Wehen ausblieben, empfahl sie gebärenden Frauen einen speziellen „Cocktail“ mit geheimen Zutaten.
1995 erstellte die ARD einen 30-minütigen Filmbericht über die seinerzeit beiden ältesten Kölner Hebammen, Monika Plonka, Gründerin des Geburtshauses in Köln, und eben Therese Schlundt.
Im Alter von 90 Jahren gab Therese Schlundt die Schließung der Oase zum 30. September 2012 bekannt. Gut zwei Jahre später, im Dezember 2014, starb sie in Köln.

## Ehrung
- Bundesverdienstkreuz am Bande[4]

## Publikationen
- Mit Astrid Roth: Geschichten einer Kölner Hebamme. Bachem Verlag 2003. ISBN 978-3761616789
- Alles Wunderkinder. Geschichten einer Hebamme. Verlag Aufbau Tb 2005. ISBN 978-3746621609
- Versuch einer Ehrenrettung für Goethes Hebamme. Literarischer Essay